# Seestern (Schiff, 1916)
Die Seestern war ein Hilfsminensuchboot der Kaiserlichen Marine und sank im Februar 1918 zusammen mit vier Vorpostenbooten und zwei weiteren Hilfsminensuchern im Rahmen einer Schleusungsoperation für U-Boote im Raum Sylt.

## Geschichte

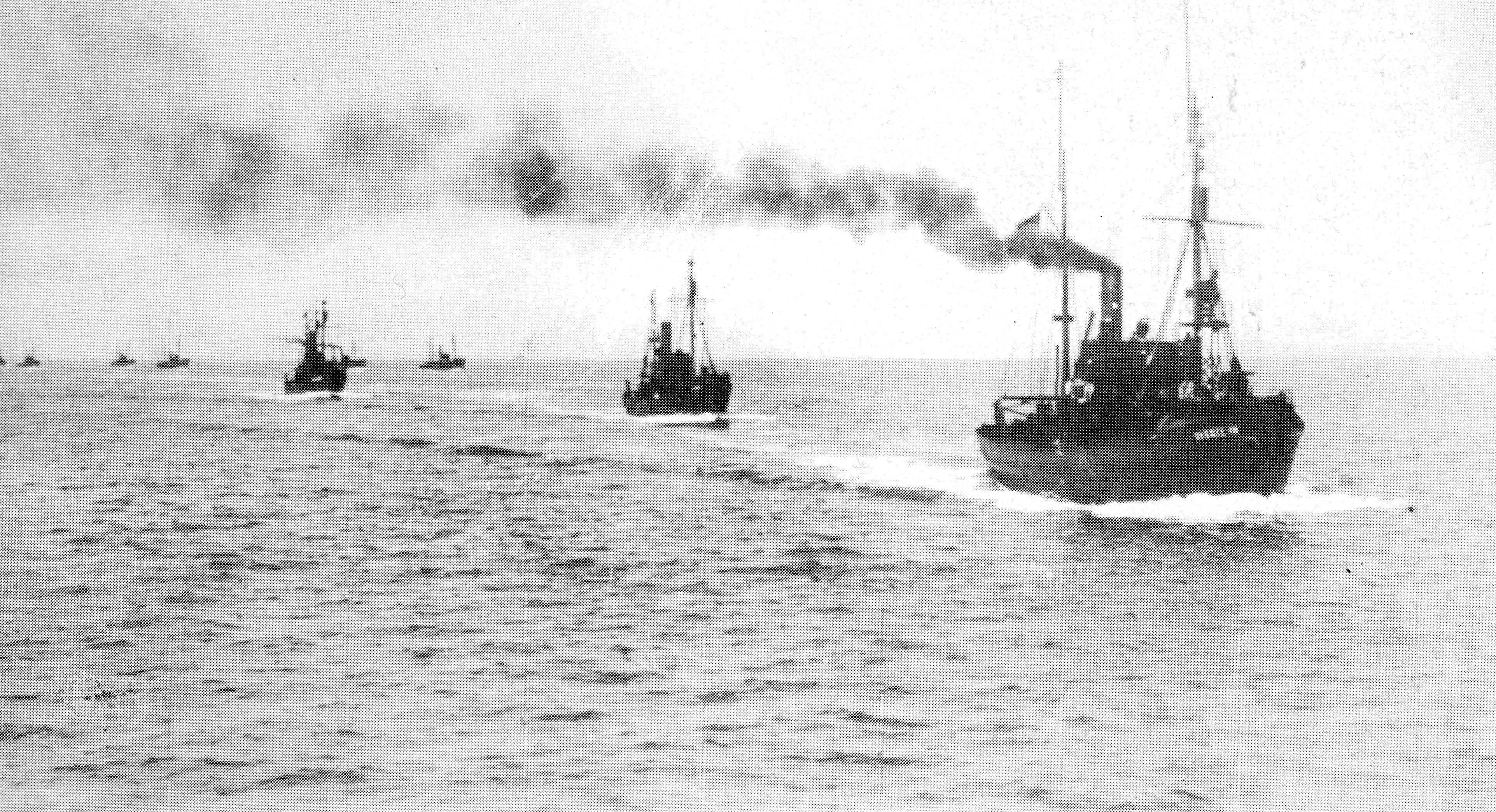
Vorpostenboot Seestern Im Februar 1918 vor Helgoland auf eigener Minensperre gesunken

Das Boot wurde offenbar 1915 im Auftrag der Firma A. Brinkama gebaut und vermutlich unmittelbar nach der Fertigstellung von der Kaiserlichen Marine erworben. Soweit bekannt, wurde sie nicht als Fischdampfer eingesetzt. Mitte 1916 wurde die Seestern der Minensuch-Flottille der Nordsee zugeteilt.
Am 2. Februar 1918, 20.20h, sank sie im Rahmen eines Schleusungsunternehmens der U-Boote U 65 und U 104 durch einen Seeminentreffer auf Position 55° 21 N, 07° 13 O bei Horns Riff, wobei zwei Besatzungsmitglieder ums Leben kamen. Im Rahmen des Einsatzes sanken vom 2. bis zum 4. Februar aufgrund schlechter Witterungsbedingungen, insbesondere durch Nebel, weiterhin die Vorpostenboote Anneliese, Weddigen, Rheinfels und Brockeswalde sowie die Hilfsminensucher Kleiss und Flensburg. Insgesamt fielen bei dem Unternehmen 140 Mann. Der Historiker Gerhard P. Groß sah folgende Ursachen für den unglücklichen Verlauf des Unternehmens:
Starke und unsichere Stromversetzung bei unsichtigem Wetter, Schwierigkeiten der Navigation langsam fahrender Geleitboote sowie der Drang, die U-Boote auch bei unsichtigem Wetter ihrem Kampfgebiet zuzuführen, war die treibende Kraft gewesen, gewisse, im Frieden geforderte navigatorische Sicherheiten beiseite zu stellen und den Weg an den Feind unter vollem eigenen Einsatz zu bahnen. Die schlechten Erfahrungen mit der eigenen Sperre bei Hornsriff rückten das wichtige Problem, die feindliche Minenverblockung durch Schutzsperren in großzügiger Form zu verhindern, in den Hintergrund. (Groß, S. 236f).
Nach Gröner wurde das Wrack der Seestern nicht gehoben.